# Joran: The Princess of Snow and Blood
Joran: The Princess of Snow and Blood (擾乱, Jōran) est une série d'animation japonaise créée par Rika Nezu et Kunihiko Okada et produite par le studio Bakken Record avec Susumu Kudō à la réalisation. 
Elle est diffusée du 31 mars au 16 juin 2021. Dans les pays francophones, la série est diffusée en simulcast sur ADN et Crunchyroll.

## Synopsis
En 1931, dans un Japon alternatif qui vit la 64e année de l'ère Meiji, le pouvoir demeure entre les mains du shogun Yoshinobu Tokugawa, malgré ses 94 ans. Le pays s'est modernisé et a développé une source d'énergie, la « veine du dragon ». Malgré une paix apparente, un groupe dissident, nommé Kuchinawa, tente de renverser le pouvoir en place. Mené par Janome, un scientifique ayant commis des expérimentations illégales sur de nombreux sujets humains, il conduit à la création de l'organisation secrète Nué. Au service du shogunat, elle emploie des assassins aux pouvoirs surnaturels. 
Parmi eux, Sawa Yukimura, l'unique survivante d'un clan possédant un pouvoir spécial grâce au sang bleu courant dans leur veine. Ayant assisté au massacre de sa famille par Janome qui convoitait leur sang alors qu'elle n'est qu'une enfant, elle est recueillie par Jin Kuzuhara, leader de Nué. Depuis lors, Sawa ne vit que pour venger les siens.

## Personnages
Sawa Yukimura (雪村 咲羽, Yukimura Sawa)
Voix japonaise : Suzuko Mimori
Makoto Tsukishiro (月城 真琴, Tsukishiro Makoto)
Voix japonaise : Shōta Aoi
Elena Hanakaze (花風 エレーナ, Hanakaze Erena)
Voix japonaise : Raychell
Asahi Nakamura (中村 浅陽, Nakamura Asahi)
Voix japonaise : Ayasa Itō
Jin Kuzuhara (葛原 仁, Kuzuhara Jin)
Voix japonaise : Chikahiro Kobayashi
Rinko Takemichi (竹道凛子, Takemichi Rinko)
Voix japonaise : Atsumi Tanezaki
Janome (蛇埜目, Janome)
Voix japonaise : Shunsuke Sakuya

## Production et diffusion
L'anime est officiellement annoncé le 9 février 2021 lors d'une conférence de presse de Bushiroad. Idée originale de Rika Nezu et Kunihiko Okada, l'œuvre est animée par le studio Bakken Record avec Susumu Kudō à la direction. Le 31 mars 2021, l'anime sort sur les plateformes de streaming tandis que la sortie télévisuelle se fait le 7 avril. En France, ADN et Crunchyroll récupèrent les droits de diffusion,.
Le groupe Raise A Suilen performe l'opening, intitulé Exist, ainsi que l'ending, Embrace of Light.

## Liste des épisodes
| No | Titre français                                | Titre japonais                       | Titre japonais                                        | Date de 1re diffusion |
| No | Titre français                                | Kanji                                | Rōmaji                                                | Date de 1re diffusion |
| -- | --------------------------------------------- | ------------------------------------ | ----------------------------------------------------- | --------------------- |
| 1  | Dossier secret 101, La Fleur bleue du carnage | 機密事項一〇一 アオキシュラノハナ    | Kimitsu jikō ichi maru ichi aoki shura no hana        | 31 mars 2021          |
| 2  | Dossier secret 033, La Trésorière             | 機密事項〇三三 キンコバン            | Kimitsu jikō maru san san kinko-ban                   | 7 avril 2021          |
| 3  | Dossier secret 614, Le Ver dans le fruit      | 機密事項六一四シシシンチュウムシ     | Kimitsu jikō roku ichi yon shishi shinchū mushi       | 14 avril 2021         |
| 4  | Dossier secret 099, Le Reptile                | 機密事項〇九九クチナワ               | Kimitsu jikō zero kyū kyū Kuchinawa                   | 21 avril 2021         |
| 5  | Dossier secret 620, Volonté divine            | 機密事項六二〇カムナガラ             | Kimitsu jikō roku ni maru kamu nagara                 | 28 avril 2021         |
| 6  | Dossier secret 623, L’Aube                    | 機密事項六二〇カムナガラ             | Kimitsu jikō roku ni san shinonome                    | 5 mai 2021            |
| 7  | Dossier secret 637, Printemps fugace          | 機密事項六三七タマユラノハル         | Kimitsu jikō roku san nana tamayura no haru           | 12 mai 2021           |
| 8  | Dossier secret 642, L'Heure des démons        | 機密事項六四二オウマガトキ           | Kimitsu jikō roku yon ni ōmagatoki                    | 19 mai 2021           |
| 9  | Dossier secret 668, L’Amour des fantômes      | 機密事項六六八スダマノアイ           | Kimitsu jikō roku roku hachi sudama no ai             | 26 mai 2021           |
| 10 | Dossier secret 089, L'Étoile du destin        | 機密事項〇八九ダイゾクショウ         | Kimitsu jikō maru hachi kyū dai zokushō               | 2 juin 2021           |
| 11 | Dossier secret 701, Passé et avenir           | 機密事項七〇一コシカタユクスエ       | Kimitsu jikō nana maru ichi koshikata yukusue         | 9 juin 2021           |
| 12 | Dossier secret 707, Le Pays sacré du Kotodama | 機密事項七〇七コトダマノサキハフクニ | Kimitsu jikō nana maru nana Kotodama no sakihafu kuni | 16 juin 2021          |